# Michael Mack
Pour les articles homonymes, voir Mack.
Michael Mack, né le 21 décembre 1978 à Fribourg-en-Brisgau, Allemagne, est un entrepreneur et cadre exécutif allemand. Il est actuellement l'un des directeurs associés d'Europa-Park à Rust et PDG de MACK One.

## Biographie

### Famille
Michael Mack est le fils de Roland Mack et de son épouse Marianne. Il a un frère, Thomas (né le 4 janvier 1981) et une sœur, Ann-Kathrin (née le 19 octobre 1989),. Michael s'est marié avec Miriam le 21 mai 2011. Ensemble, ils ont deux fils,.

### Études
Michael Mack est diplômé de la Formation Trinationale « IBM » (International Business Management) où il étudie entre 1999 et 2003 à Bâle, Lörrach et Colmar. En 2003, Mack a obtenu son diplôme de gestion d'entreprise. Dans le cadre de ses études, il effectue des stages dans des parcs d'attractions en Allemagne et dans le monde entier.

### Entrepreneuriat

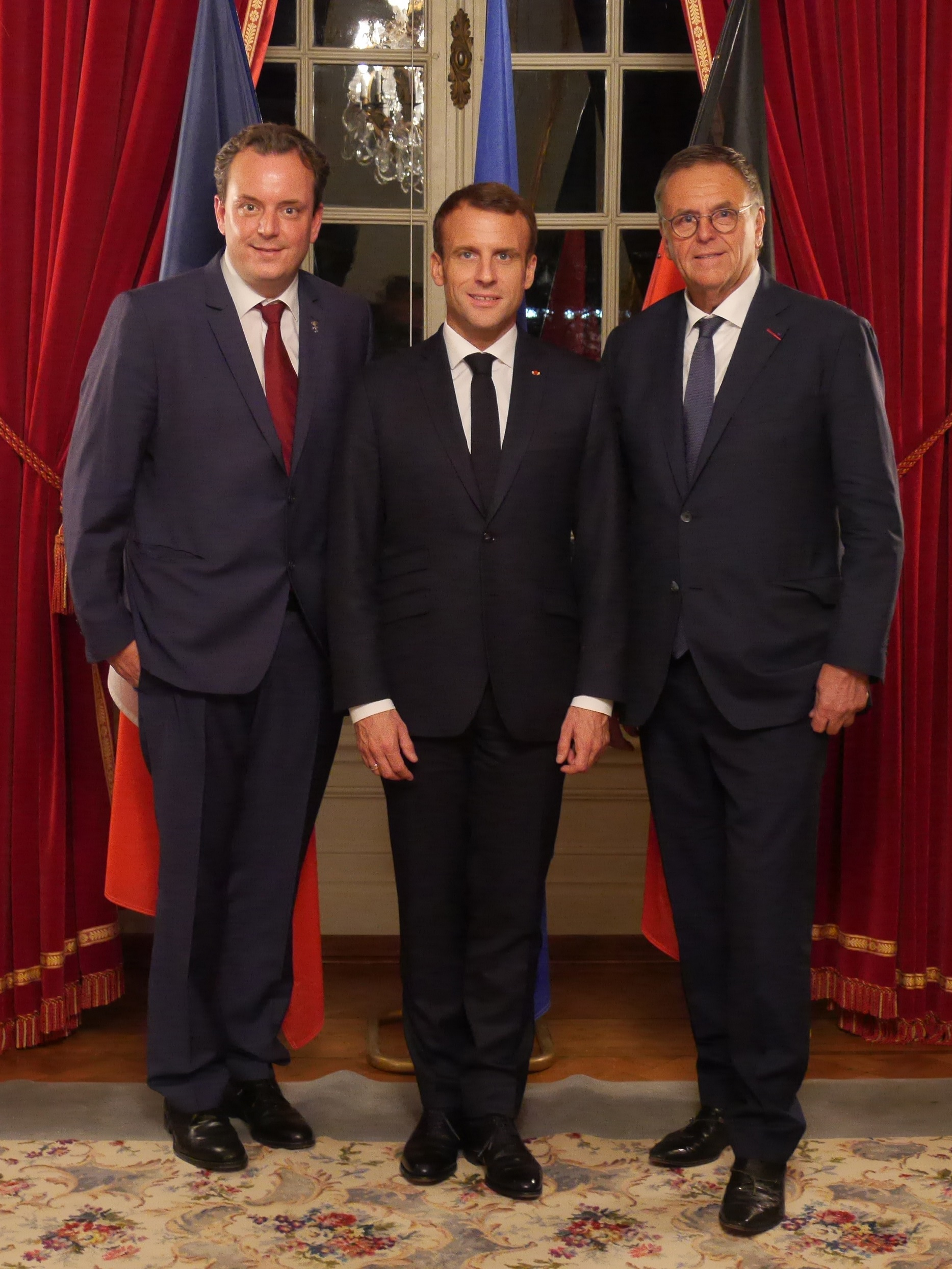
Michael Mack, Emmanuel Macron et Roland Mack (Europa-Park, 2018)

En 2002, il crée la société MackMedia destinée à la production de médias tels que des films, films d'animation, clips et jeux vidéos liés au domaine des parcs de loisirs,.
Depuis 2005, Michael Mack renforce la coopération entre Mack Rides GmbH & Co KG à Waldkirch et Europa-Park. Il est aussi actif dans la gestion de Mack Rides GmbH & Co KG, qui fait partie de l'entreprise familiale. Par ailleurs, il est depuis avril 2007 responsable de Mack Solutions ainsi que de la gestion du développement stratégique des activités de loisirs et de la gestion de la construction du parc d'attractions,.
Le 13 février 2008, Michael Mack a été élu à la direction de la VDFU (Verband Deutscher Freizeitparks und Freizeitunternehmen e.V.) et en janvier 2010, il a été nommé dans le comité de direction européen du IAAPA.
Mack est notamment le producteur du film d'animation Das Geheimnis von Schloss Balthasar, le premier film Europa-Park produit en hiver 2011,.
En 2013, l'idée d'un grand huit virtuel est née et a donné naissance à la start-up VR Coaster. La première attraction équipée de réalité virtuelle est lancée officiellement en 2015 à Europa-Park,. Le magazine hebdomadaire allemand Wirtschaftswoche a décrit Michael Mack comme un pionnier dans ce domaine.
En 2017, il devient directeur exécutif d'Europa-Park. Son père, Roland Mack, fait toujours partie de l'entreprise familiale,. La même année, Mack fonde le label MackMusic et peu après la société de production Mack Animation.
En 2018, Mack a fondé MackNext, un groupe de réflexion créatif visant à fusionner la technologie et le divertissement classique. Il est également à l'origine des Aurea Awards, qui ont fait leurs débuts en novembre 2018 et qui récompensent les projets VR/AR,. En 2020, il a fondé Yullbe, une entreprise de divertissement VR qui propose des expériences de réalité virtuelle.
Michael Mack est producteur du Kids Choice Award (Nickelodeon) allemande. Mack a lancé l'événement d'Halloween Horror Nights - Traumatica, qui a remporté plusieurs prix au ScareCON,.

#### Les projets dans le contexte des relations franco-allemandes
Michael Mack a attiré l'attention en travaillant sur un projet de téléphérique transfrontalier entre le Rhin et la France,. Ce téléphérique est principalement destiné à soulager le trafic routier et contribuer à la réduction des émissions,. Il a rencontré le président français Emmanuel Macron et le Premier Ministre du Bade-Wurtemberg Winfried Kretschmann pour discuter de ce projet, et les plans ont été annoncés publiquement en 2018,. Cependant, les organisations de protection de la nature s'étant opposées à cette idée, les projets de téléphérique ont été suspendus et n'ont pas été revus depuis.
En 2020 il annonce la création d'un centre de création numérique immersive, MackNeXT, qui viendra agrémenter les attractions d'Europa-Park. Basé à Plobsheim, dans le Bas-Rhin, une commune proche du parc, le but est de profiter du savoir faire français en la matière.
À Plobsheim, Michael Mack a créé fin 2022 la société MACK One France SAS. Cette société représente les activités de marketing et de vente du groupe Mack sur le marché français et est également responsable d'une partie des innovations technologiques de MackNeXT.

## Récompenses et adhésions
Mack est membre du conseil européen de l'International Association of Amusement Parks and Attractions et du conseil des gouverneurs du Liseberg Applause Award.
En 2016, le magazine Capital a classé Michael Mack parmi les "Top 40 under 40" d'Allemagne et l'a honoré en tant que jeune entrepreneur influent. La même année, Mack a reçu le Campden FB Award dans la catégorie Top Next-Generation Entrepreneur, qui est décerné par le magazine économique britannique Campden FB et la banque privée française Société Générale.
En 2017, le grand huit VR d'Europa-Park, associé à l'application Coastiality, a reçu le Deutschen Computerspielpreis, un prix décerné par Verband der deutschen Games-Branche e.V. et Bundestag allemand. Depuis août 2018, Michael Mack est Consul honoraire de France. Il a obtenu son exequatur de l’ambassadeur de France Anne-Marie Descôtes. Mack a également été inclus dans le Blooloop 50, une liste annuelle d'influenceurs notables de l'industrie des parcs à thème, pour trois années consécutives de 2019 à 2021.
En 2020, Michael Mack a été élu hôtelier de l'année. Mack a également été nommé Innovateur de l'année 2020 par le célèbre magazine économique "Die Deutsche Wirtschaft". En 2023, il est honoré par l'association allemande Zunft der Fasnetrufer e.V., l'une des plus anciennes guildes de carnaval de Fribourg, pour sa fonction de consul honoraire de France, son engagement en faveur de l'amitié franco-allemande et en tant qu'organisateur des Nuits de l'horreur et de Yullbe.
Le 28 janvier 2025, le président de la République française Emmanuel Macron a nommé Michael Mack « Chevalier de la Légion d'honneur » en reconnaissance de son engagement en faveur de la coopération franco-allemande, lors d'une cérémonie au Palais de l'Élysée. Très peu d'Allemands ont reçu cette distinction jusqu'à présent.

## Controverses
Pendant la pandémie de Covid-19, le fait que Mack ait partagé sur Twitter un podcast politique de droite et un commentaire sur la gestion de la crise par le gouvernement fédéral a suscité l'irritation du public, après quoi Mack a supprimé le tweet correspondant et s'est excusé publiquement,.